# Degron

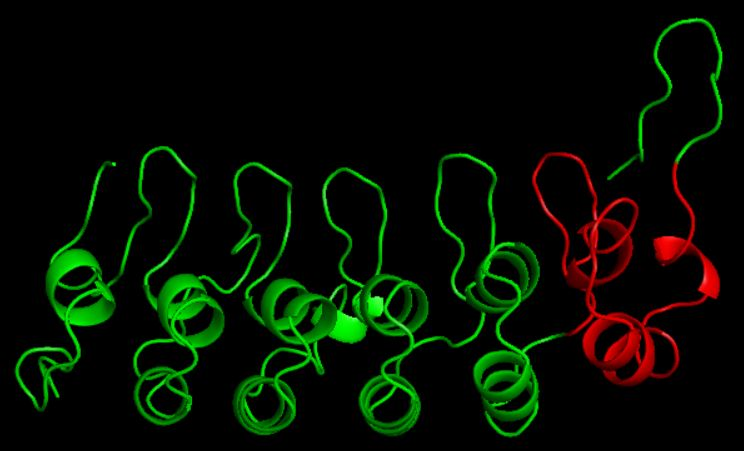
A verde é mostrada uma porção da proteína IκBα, um inibidor da NF-κB e regulador do sistema imunitário. A região a vermelho destaca o sexto domínio de repetição de ankyrin, que contém um degron independente de ubiquitina.

Um degron (do inglês degron) é uma porção de uma proteína que é importante na regulação das taxas de degradação proteica. Entre os degrons conhecidos encontram-se sequências curtas de aminoácidoss, motivos estruturais e aminoácidos expostos (geralmente lisina ou arginina) localizado noutras partes da proteína. De facto, algumas proteínas podem até conter vários degrons. Os degrons estão presentes em vários organismos, desde os N-degrons (ver regra do N-terminal) que foram caracterizadas pela primeira vez em leveduras à sequência PEST da ornitina descarboxilase do rato.
Os degrons foram identificados tanto em procariotas como em eucariotas. Embora existam muitos tipos de degrons e um elevado grau de variabilidade mesmo dentro destes grupos, os degrons são todos semelhantes no seu papel na regulação da taxa de degradação de uma proteína. Tal como acontece com a degradação proteica (ver proteólise), os mecanismos são classificados pela sua dependência ou não da ubiquitina, uma pequena proteína envolvida na degradação proteica no proteossoma. Os degrons podem também ser referidos como "dependentes da ubiquitina" ou "independentes da ubiquitina".

## Tipos
Os degrons dependentes de ubiquitina são assim designados porque estão envolvidos no processo de poliubiquitinação para marcar uma proteína para degradação no proteossoma.
Em alguns casos, o próprio degron serve de local para a poliubiquitinação, como nas proteínas TAZ e β-catenina.
Como o mecanismo exato pelo qual um degron está envolvido na poliubiquitinação da proteína, os degrons são classificados como dependentes de ubiquitina se a sua remoção da proteína provocar uma menor ubiquitinação ou se a sua adição a outra proteína provocar uma maior ubiquitinação.
Em contraponto, os degrons dependentes de ubiquitina não são necessariamente para a poliubiquitinação da sua proteína. Por exemplo, o degron encontrado na proteína IκBα, uma proteína que atua na regulação do sistema imunitário, não está envolvido na ubiquitinação, uma vez que a sua adição à proteína fluorescente verde (GFP) não aumenta a ubiquitinação. No entanto, um degron por si só pode fornecer uma pista sobre o mecanismo pelo qual uma proteína é degradada e, por isso, identificar e classificar um degron é apenas o primeiro passo para compreender o processo de degradação desta proteína.